# 圣乔治
圣乔治斯拉夫化稱為聖尤里，基督教殉道圣人，英格蘭的主保聖人。经常以屠龙英雄的形象出现在西方文学、雕塑、绘画等领域。

## 简介
聖喬治约公元280年（或公元275年）生于巴勒斯坦地区（也有一說聖喬治原籍卡帕多細亞），為羅馬騎兵軍官，因試圖阻止戴克里先皇帝治下對基督徒的鎮壓，于303年被殺。494年，被教宗哲拉修一世封聖。1061年，在英格蘭的唐卡斯特，有一座教堂獻給他。
自從君士坦丁大帝重建羅馬帝國國内宗教和平後，東西各國都熱烈禮敬聖喬治。聖喬治為英格蘭、格魯吉亞、莫斯科、加泰羅尼亞、馬爾他、立陶宛、衣索比亞、童軍運動、士兵的主保聖人。
与聖喬治相關的阿拉伯民間故事，聖喬治屠龍與聖喬治救少女，有消滅獸性的壓迫者和拯救無防御者的概念。他的故事傳達了保護弱者、對抗侵略者、犧牲成就聖潔的精神。
在中亞的東方教會基督徒的宗教狂熱中，聖喬治看來佔有特殊的地位。在一篇譯自敍利亞文的粟特文傳奇中，聖喬治斥責佛教中所崇拜的大神王模樣的神靈。在敍利亞原版和其他版本中，被斥責的大神王被定性為「毀滅者」，意即等同《新約·啟示錄》第9章第11節中出現的亞巴頓。在回鶻語文書中，也保存了聖喬治最後受難的故事，這個故事可追溯至一個敍利亞的傳說。其中包括受刑前的祈禱，並聲稱在需要時，只要呼喚他的名字，就能獲得幫助。因此，聖喬治在中亞基督徒心目中的地位，堪比佛教中有求必應的觀世音菩薩。
聖喬治在九世紀開始逐漸成為英格蘭文化的重要部分，儘管歷史中他似乎從未去過英格蘭。1222年4月23日，聖喬治日成為公共假日。爱德華三世定其為嘉德騎士的保護聖徒，聖喬治十字成為其軍隊的重要紋章。莎士比亞在《亨利五世》中寫道：。今日，英格蘭國旗為一白底紅色聖喬治十字，通稱“聖喬治旗”。倫敦有聖喬治花園（St George's Garden），靠近羅素廣場。
聖喬治也是加泰羅尼亞文化的一部分。在加泰羅尼亞的聖喬治日當天，人們贈送書本給孩子，贈送鮮花予女子。當日書店售書附贈玫瑰。
1995年，受加泰羅尼亞的聖喬治日風俗啟發，聯合國教科文組織將往後每年的4月23日定為世界圖書與版權日。
史學家愛德華·吉朋在《羅馬帝國衰亡史》（二）中描述另一位亞歷山卓大主教聖喬治，為一殘忍、邪惡、貪婪之人，死於西元361年。吉朋認為這位聖喬治就是英格蘭主保聖人聖喬治，但英格蘭主保聖人聖喬治死於西元303年，應非同一人。

## 圣乔治屠龙

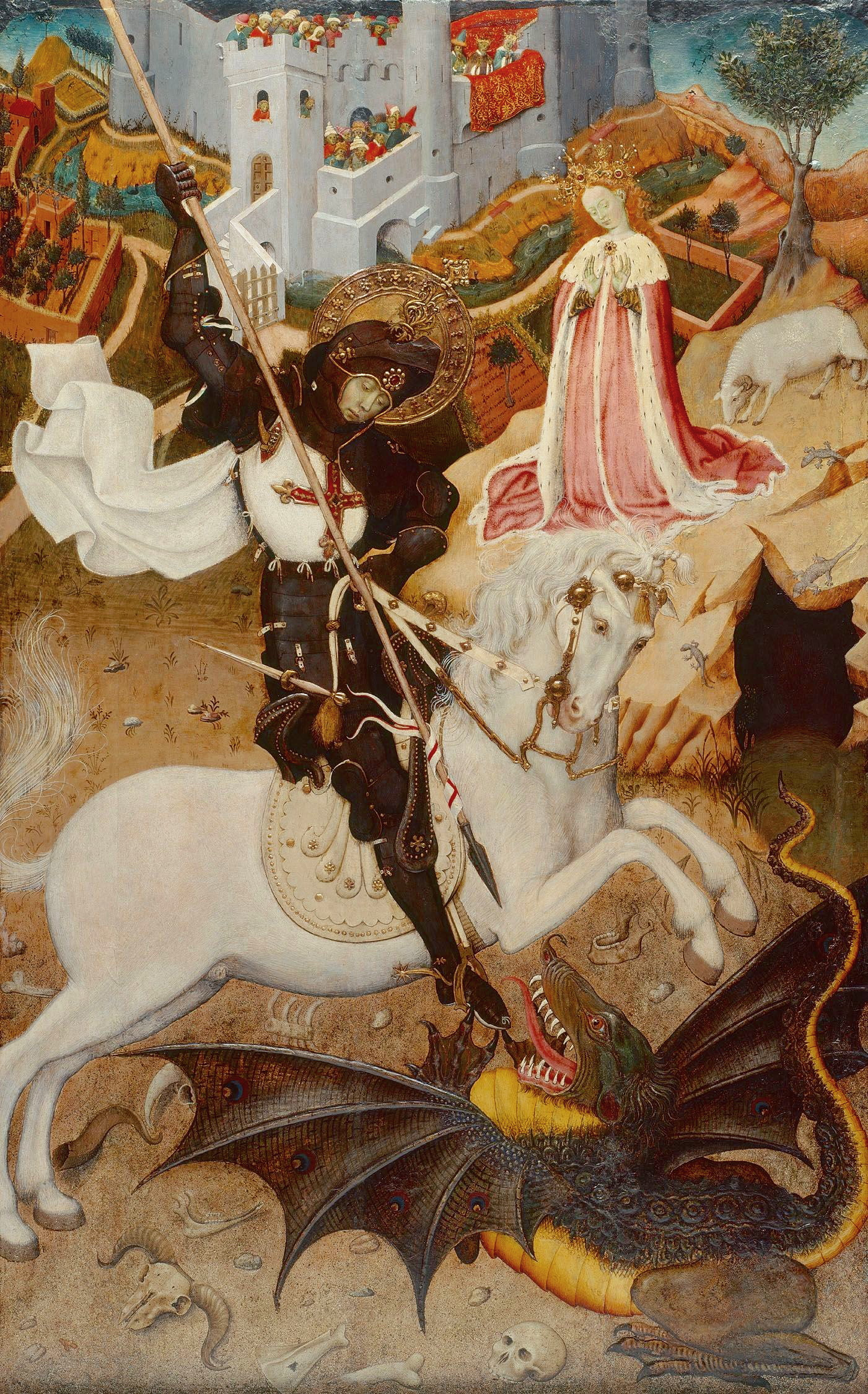
圣乔治屠龙

「圣乔治屠龙」的故事各地口傳不同，比较完整的版本是：
某日，圣乔治到利底亞去，当地沼泽中的一只恶龙（可能是類似鳄鱼的生物）在水泉旁边筑巢，这水泉是Silene城唯一的水源，市民为了取水，每天都要把两头绵羊献祭给恶龙。到后来，绵羊都吃完了，只好用活人来替代，所以每天抽签决定何人应选派作牺牲。
有一天，當地酋長（或者国王）的女儿被抽中，酋長也没有办法，悲痛欲绝。当少女走近水源，正要被恶龙吞吃时，圣乔治赶到，提起利矛对抗恶龙，用十字架保护自己不受伤害，并用腰带把它束缚住，牵到城里，对众人说，如果城里的所有市民都意皈依基督教，他就把这条龙殺了。市民们被他的义举感化，都放弃异教，改信天主。

## 殉道

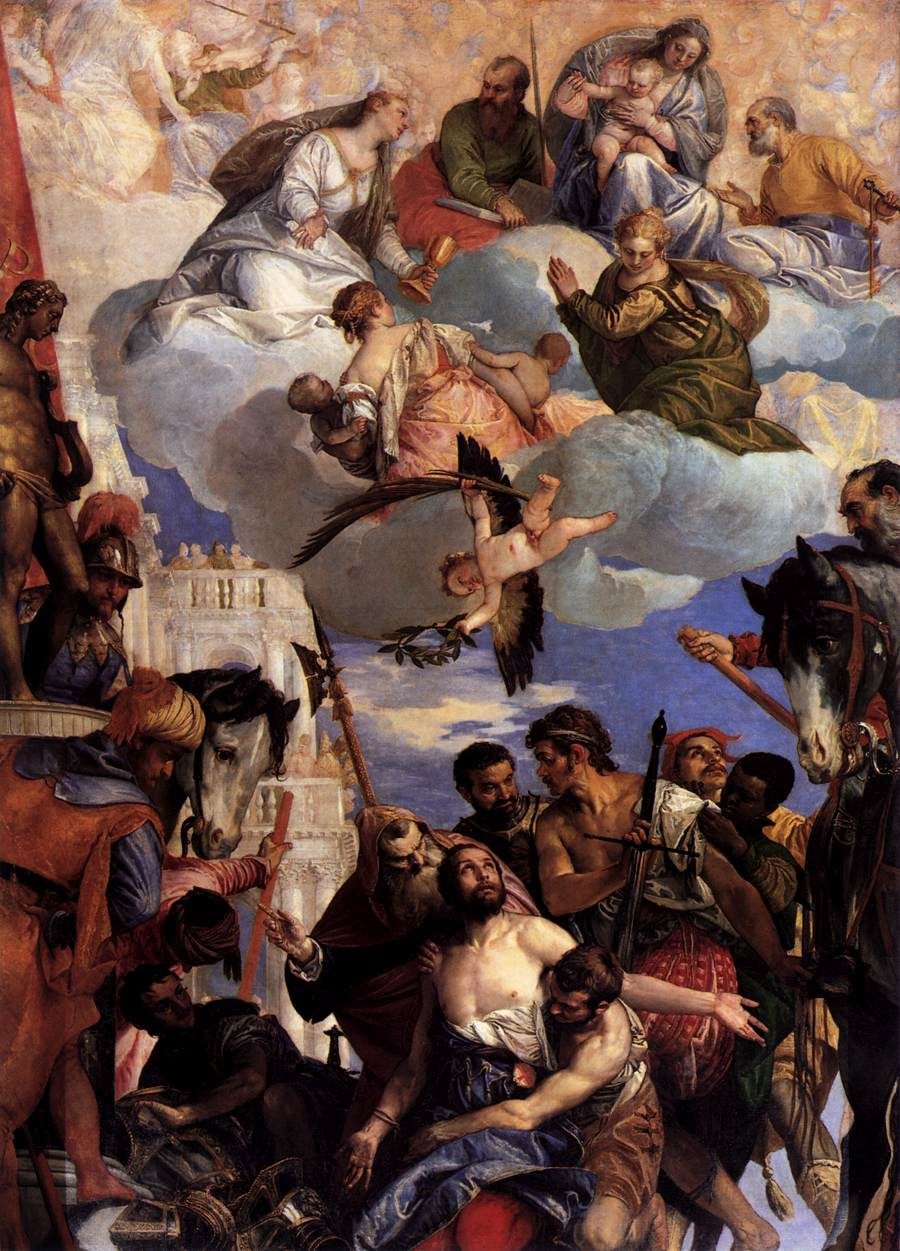
圣乔治的殉道，保罗·委罗内塞绘，1564年

四世纪初，罗马皇帝戴克里先掀起迫害基督徒的運動，許多基督徒被捕受刑。圣乔治为了鼓励信友坚守信德，就跑到广场上当众高呼：“外教人的神道乃是虚假。唯有我们的天主，才是创造天地万物的真主宰。”乔治被捕，被判受棒击与烙铁灼烧之刑。其后，总督手下的士兵们先后把圣乔治放在带尖刺的巨轮中、放在熔化的铅水桶中，但圣乔治都没有受伤。
最后总督在无计可施的情况下，決定用甜言蜜语诱骗圣乔治向神像献祭。於是圣乔治将计就计，故意装作有些动摇的样子。神庙里挤满了看热闹的人群，都想要看这个倔强的教徒屈服。圣乔治在神庙里向天主祈祷，于是天上降下烈火烧毁了庙宇、神像。总督夫人见此，立即信奉了基督教。而总督仍执迷不悟，遂大怒，下令将圣乔治斩首。據說後來总督在回家路上也被降下的天火烧死。

## 艺术形象
关于更完整的圣乔治艺术形象，参见英文条目：圣乔治画廊

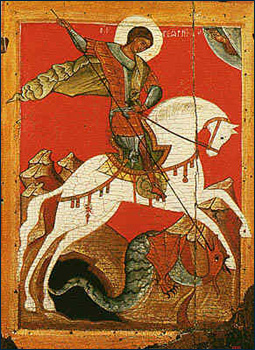
15世紀的聖喬治圖像，來自大諾夫哥羅德
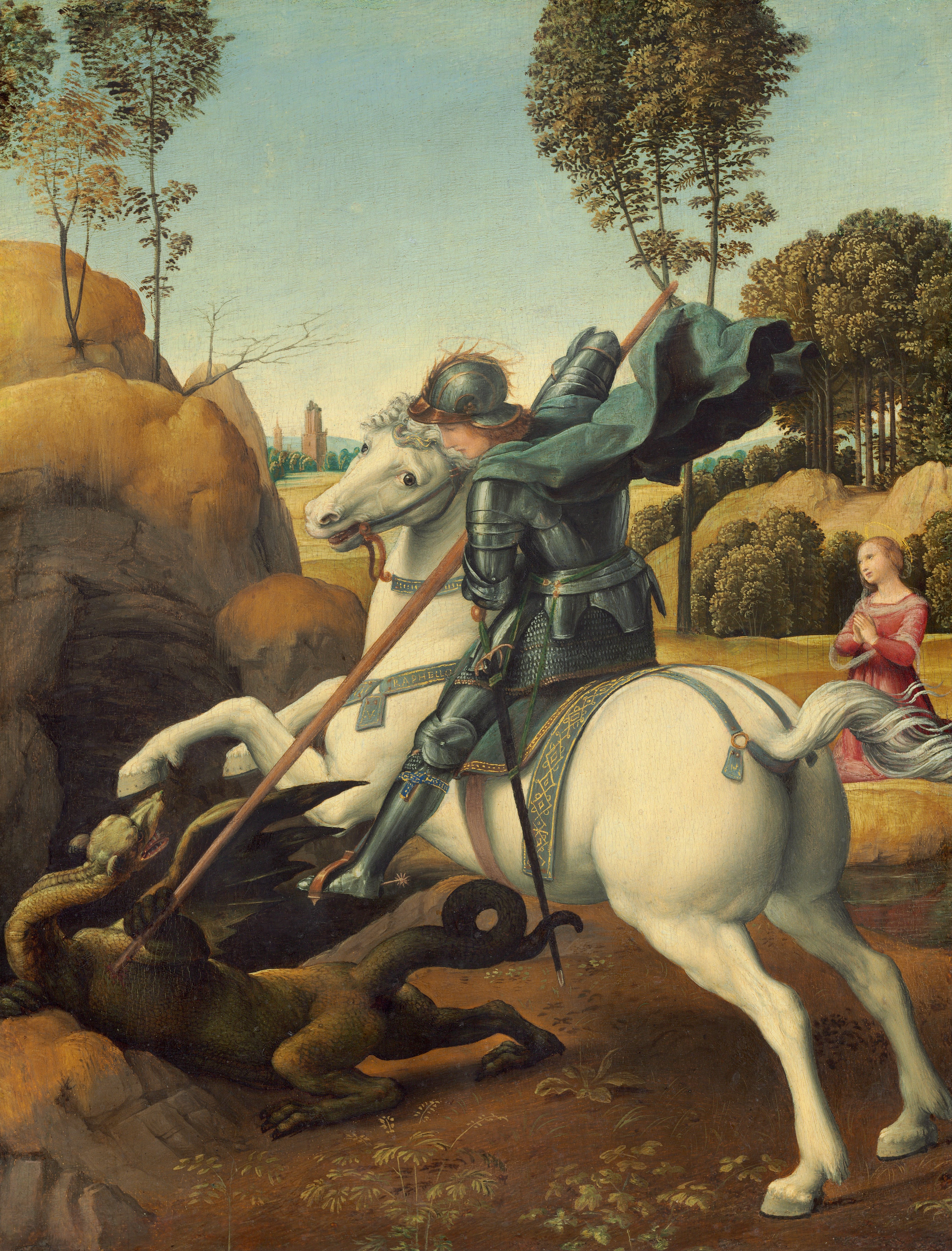
由拉斐爾於1505年至1506間繪製的聖喬治
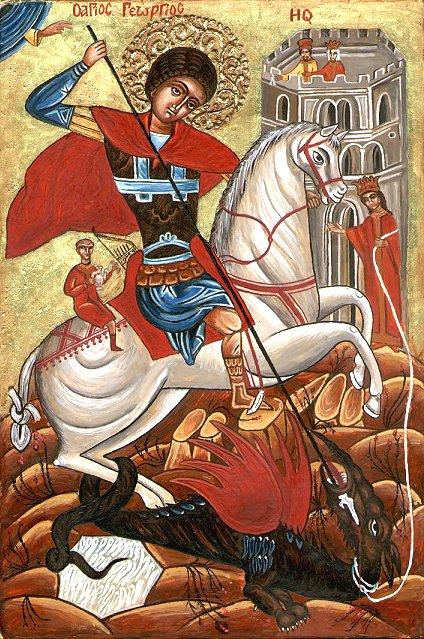
藏於保加利亞正教會的聖喬治與龍戰鬥圖
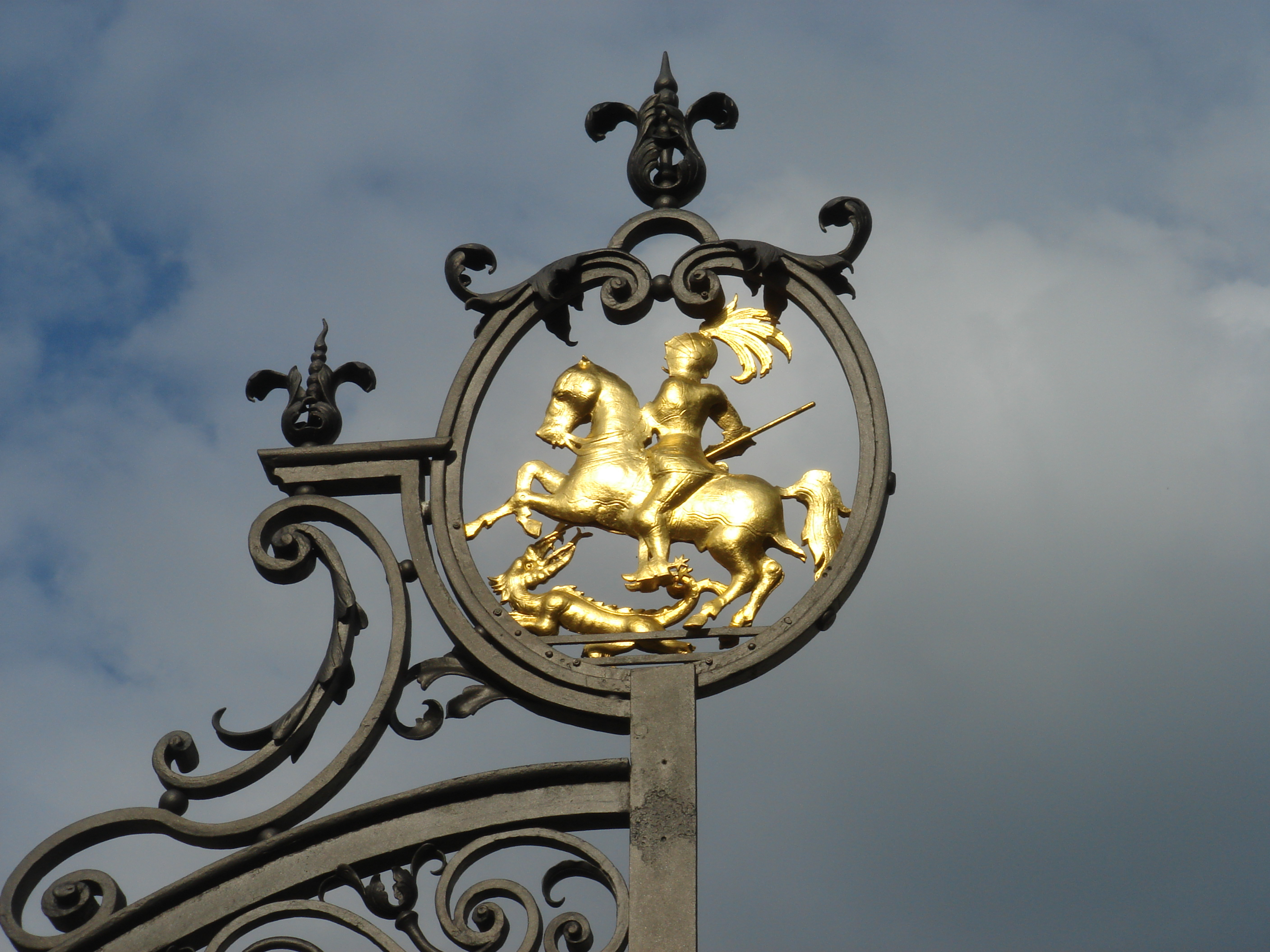
德國一間神學院大門上的聖喬治
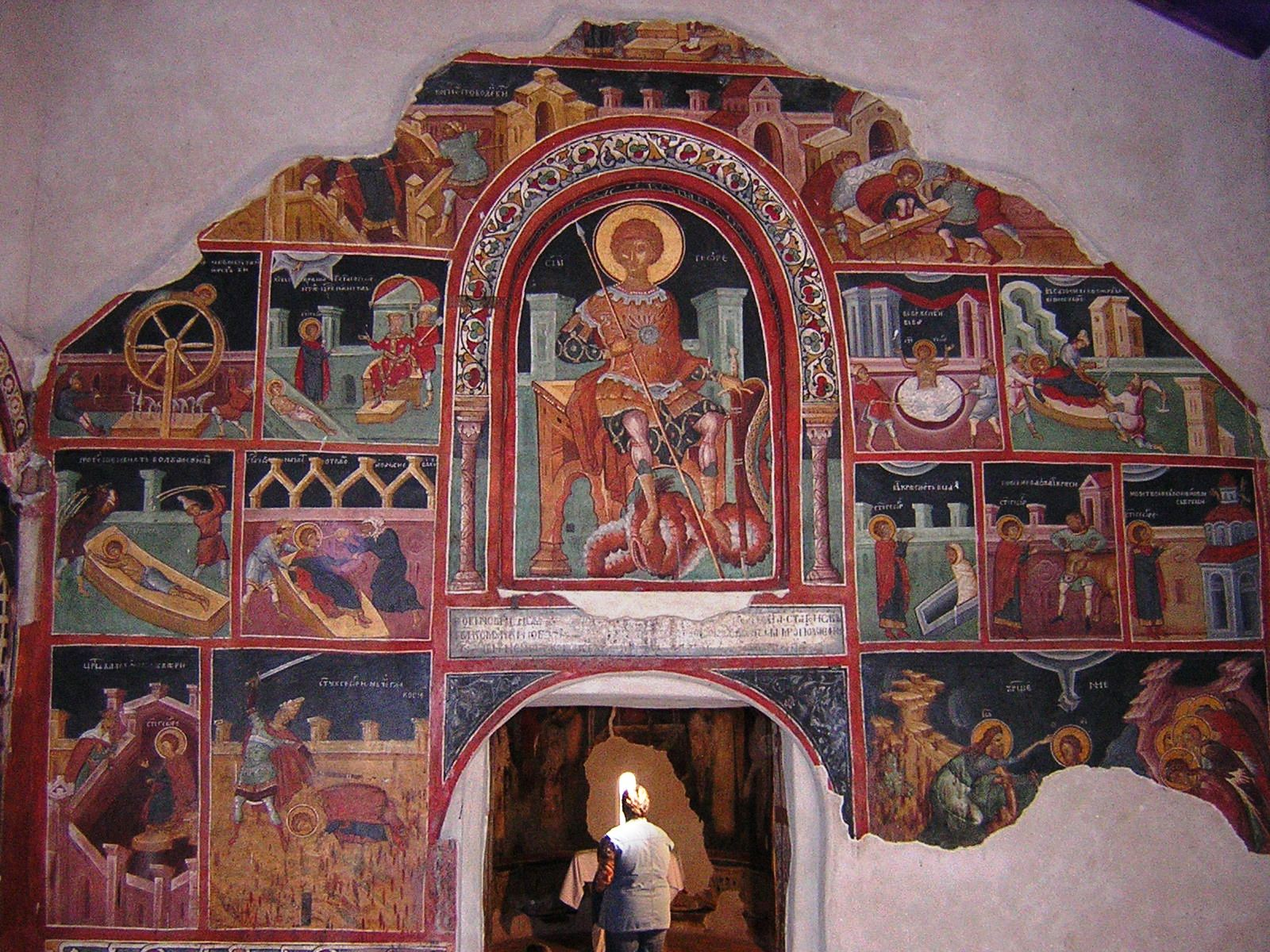
保加利亞「克雷米科夫齐修道院」的聖喬治圖像
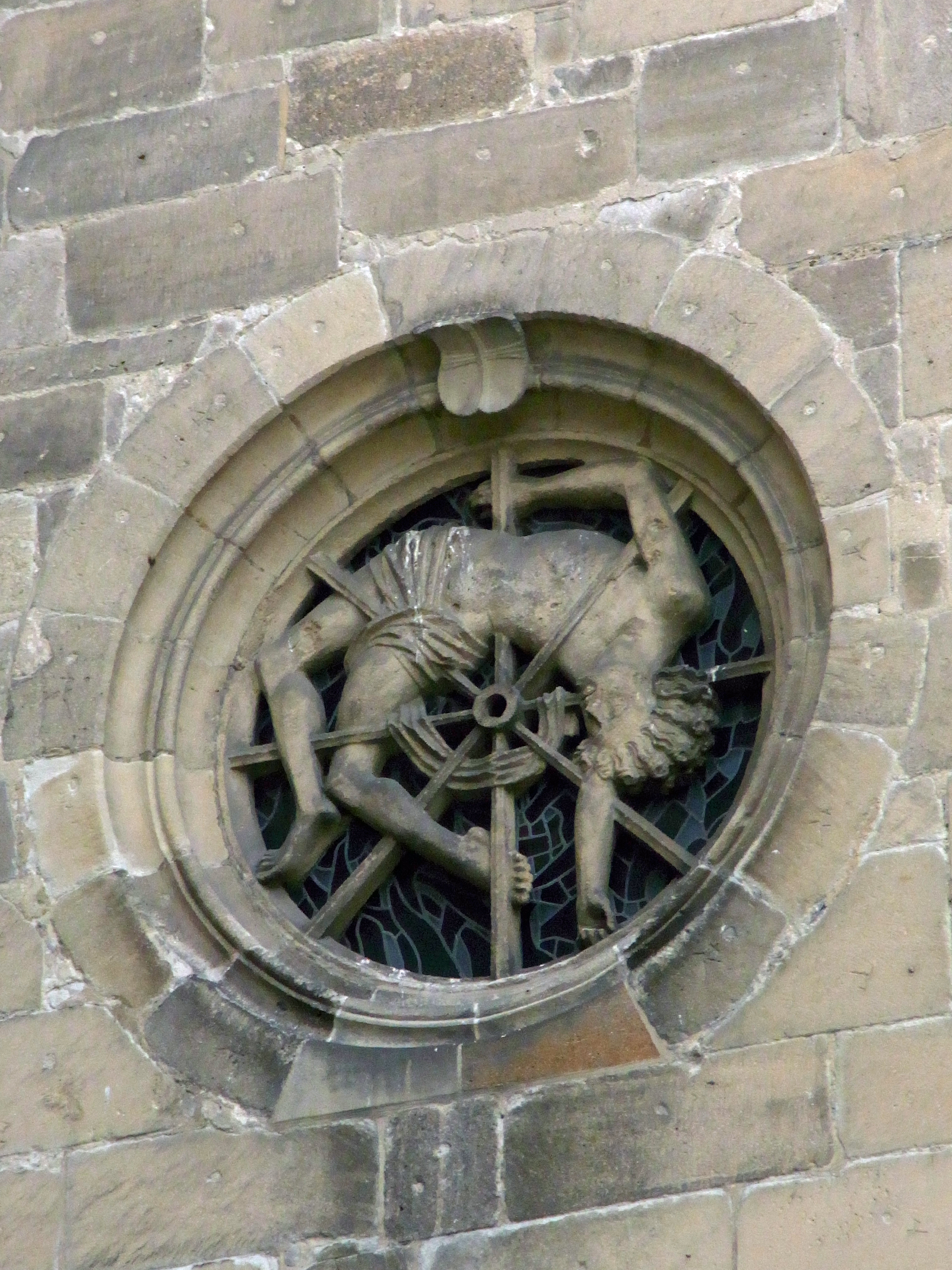
圖賓根聖喬治教堂的殉教者聖喬治
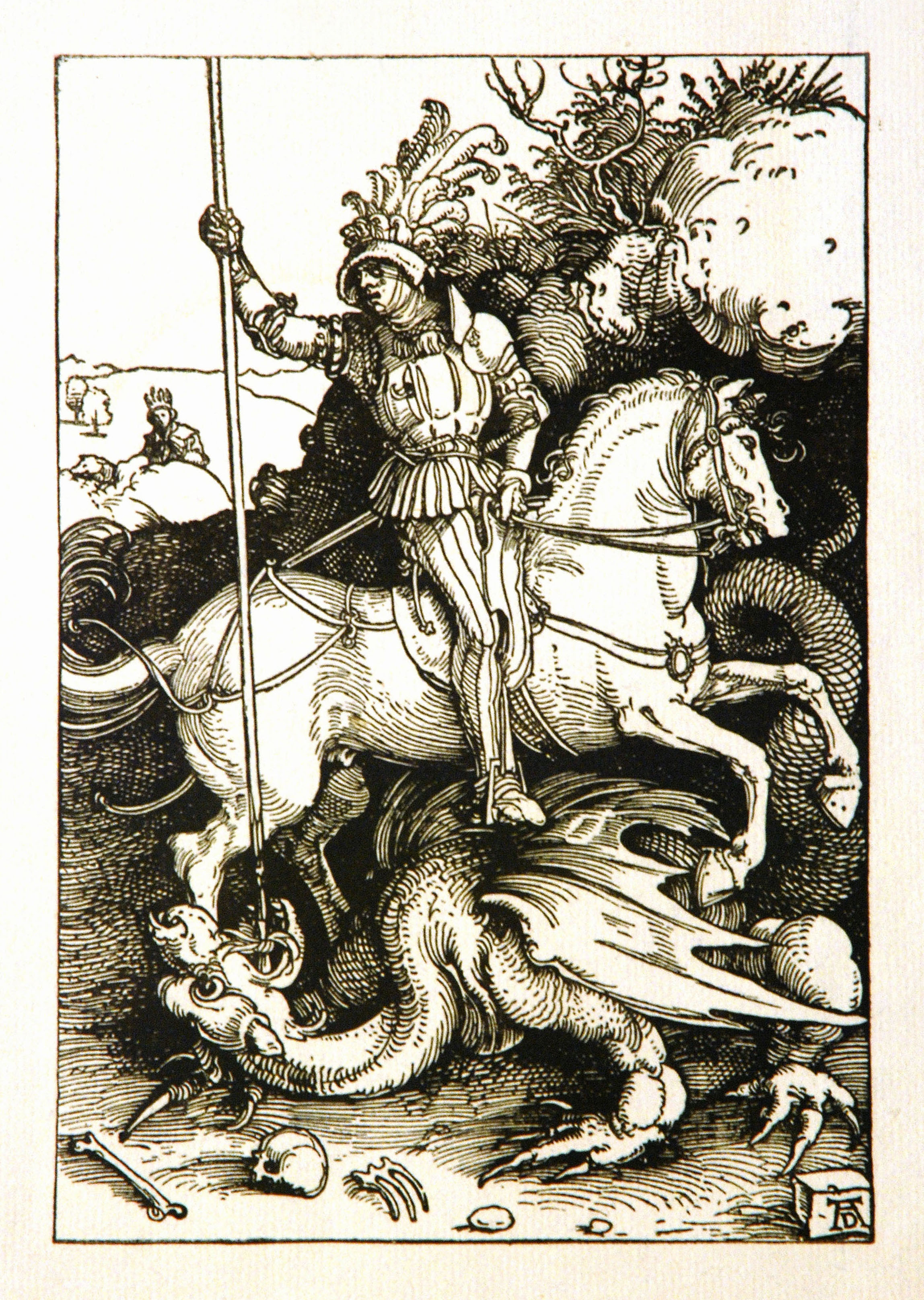
阿尔布雷希特·丢勒为聖喬治所作的版画

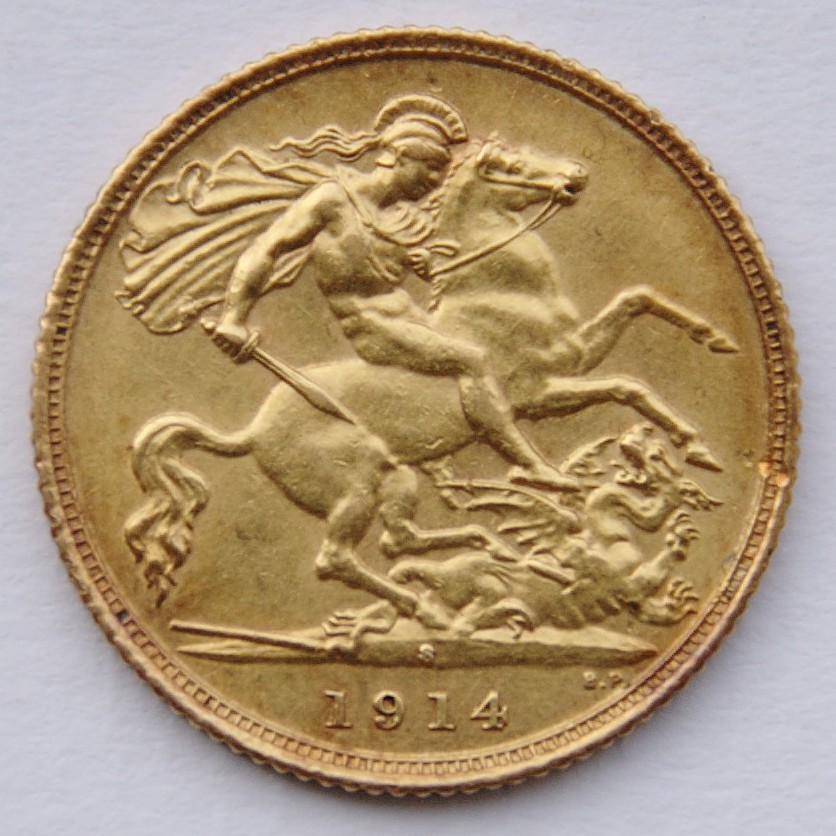
英國
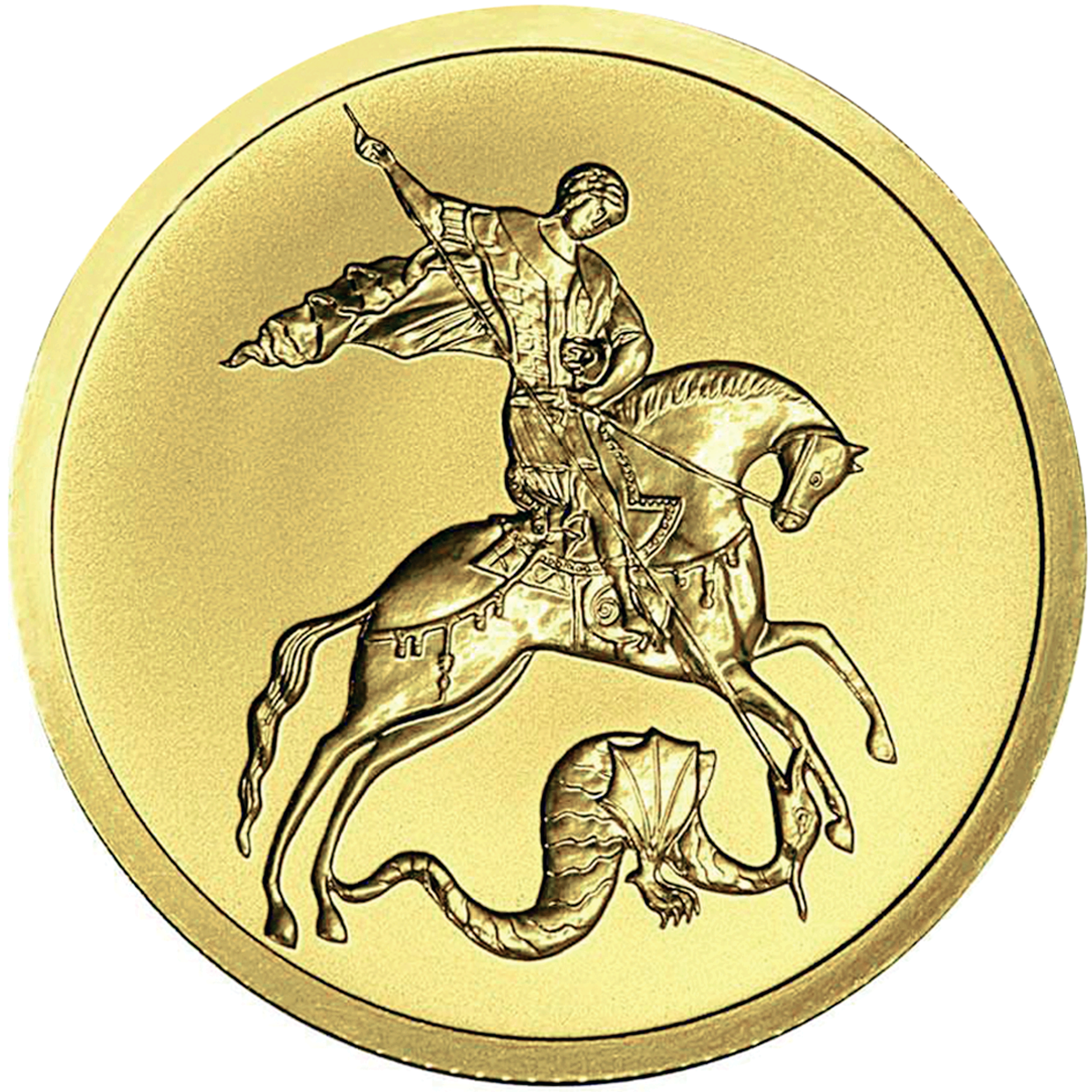
俄羅斯
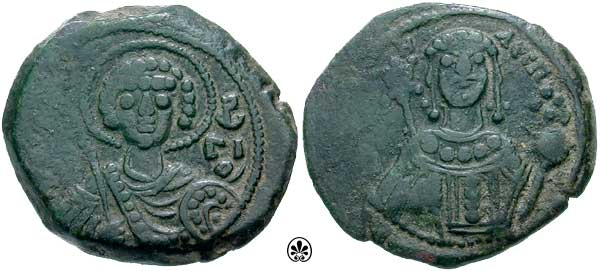
希臘塞薩洛尼基
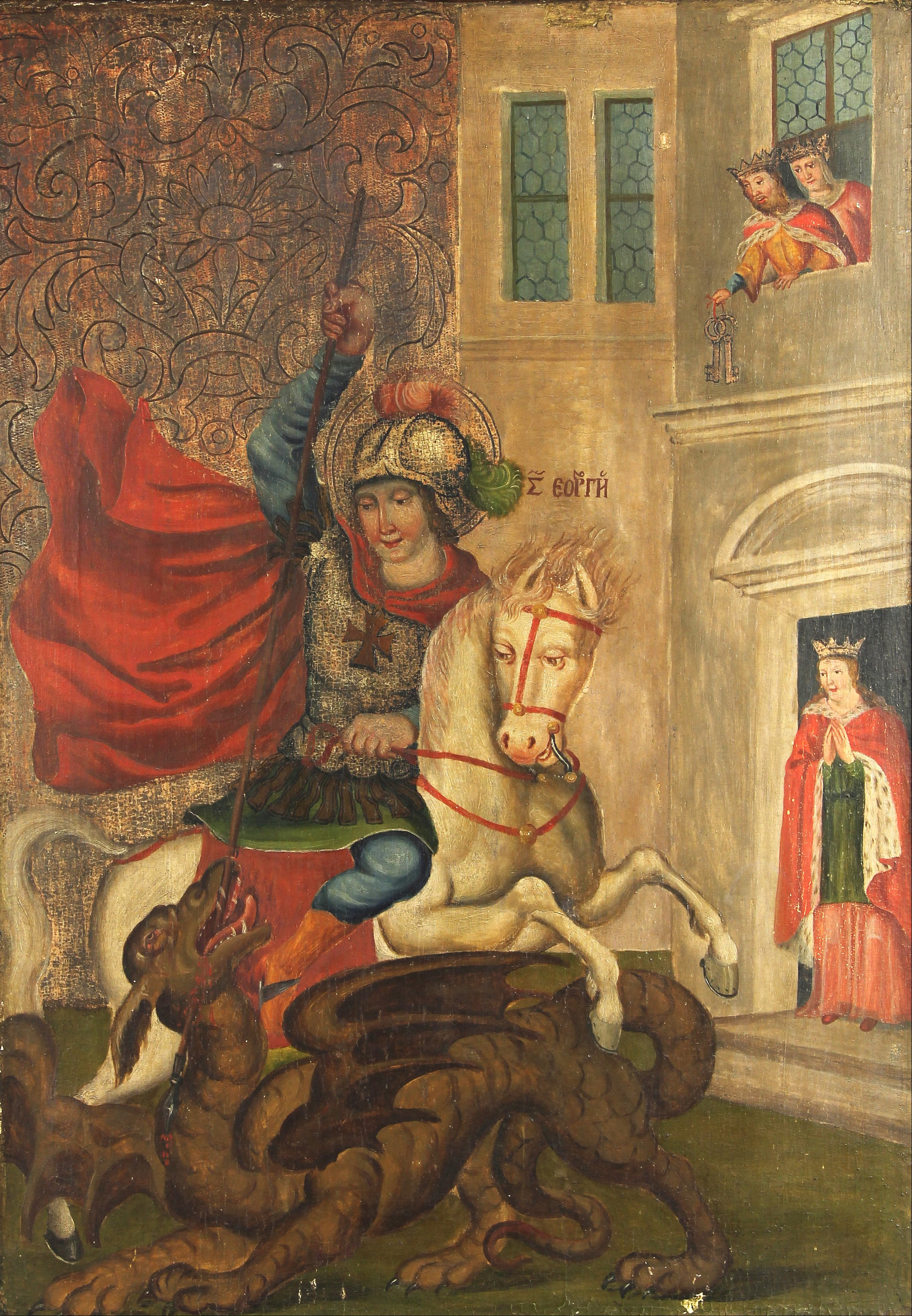
烏克蘭，1700年

## 擴展閱讀
- Brook, E.W., 1925. Acts of Saint George in series Analecta Gorgiana 8 (Gorgias Press).
- Burgoyne, Michael H. 1976. A Chronological Index to the Muslim Monuments of Jerusalem. In The Architecture of Islamic Jerusalem. Jerusalem: The British School of Archaeology in Jerusalem.
- Gabidzashvili, Enriko. 1991. Saint George: In Ancient Georgian Literature. Armazi – 89: Tbilisi, Georgia.
- Good, Jonathan, 2009. The Cult of Saint George in Medieval England (Woodbridge, Suffolk: The Boydell Press).
- Loomis, C. Grant, 1948. White Magic, An Introduction to the Folklore of Christian Legend (Cambridge: Medieval Society of America)
- Natsheh, Yusuf. 2000. "Architectural survey", in Ottoman Jerusalem: The Living City 1517–1917. Edited by Sylvia Auld and Robert Hillenbrand (London: Altajir World of Islam Trust) pp 893–899.
- Whatley, E. Gordon, editor, with Anne B. Thompson and Robert K. Upchurch, 2004.  St. George and the Dragon in the South English Legendary (East Midland Revision, c. 1400) Originally published in Saints' Lives in Middle English Collections (Kalamazoo, Michigan: Medieval Institute Publications) (on-line introduction)
- George Menachery, Saint Thomas Christian Encyclopaedia of India. Vol.II Trichur – 73.

## 外部連結
- St. George and the Dragon, free illustrated book based on 'The Seven Champions' by Richard Johnson (1596)
- Archnet
- Saint George and the Dragon links and pictures (more than 125), from Dragons in Art and on the Web
- Story of St. George from The Golden Legends
- Saint George and the Boy Scouts, including a woodcut of a Scout on horseback slaying a dragon
- A prayer for St George's Day
- St. George
- St. George and the Dragon: An Introduction
- Greatmartyr, Victory-bearer and Wonderworker George （页面存档备份，存于） Orthodox icon and synaxarion for April 23
- Dedication of the Church of the Greatmartyr George in Lydia （页面存档备份，存于） Icon and synaxarion for November 3
- Dedication of the Church of the Greatmartyr George at Kiev （页面存档备份，存于） Icon and synaxarion for November 26
- St. George in the church in Plášťovce,(Palást（匈牙利语：Palást (település)）) in Slovakia
- The St George Orthodox Military Association （页面存档备份，存于）
- Famous Georgian Pilgrim Center in India St. George Orthodox Church Puthuppally, Kerala, India  （页面存档备份，存于）
- Hail George （页面存档备份，存于） Radio webcast explains how Saint George came to be confused with some Afro-Brazilian deities
- Blog Article on the Feast of St. George The feast of St. George is April 23 - About that Dragon…
- St. George, Martyr （页面存档备份，存于） at the Christian Iconography （页面存档备份，存于） web site.
- Of St. George, Martyr （页面存档备份，存于） from Caxton's translation of the Golden Legend